# 哈孜·艾买提
哈孜·艾买提（維吾爾語：غازى ئەھمەت‎，拉丁维文：Ghazi Ehmet，1933年8月—2017年11月26日），维吾尔族，新疆喀什市浩罕乡人，中华人民共和国画家、美术教育家。

## 生平
1933年8月，哈孜·艾买提生于新疆喀什噶尔的知名宗教人士家庭。父亲艾买提·喀孜是位大伊玛目。1951年考入喀什师范学院。1954年毕业，被新疆学院（今新疆大学）艺术系录取。在校期间受到毕业于苏联列宾美术学院的画家格里亚佐夫的培养。1957年毕业于新疆学院艺术系，并且留校任教。曾任新疆美术家协会主席、名誉主席；新疆艺术学院院长；新疆维吾尔自治区文联主席、名誉主席；中国美术家协会副主席、顾问；中国文联委员；曾当选为第九届全国人大代表，是新疆维吾尔自治区第四、五、六、七届政协委员。后任新疆维吾尔自治区文史研究馆名誉馆长；中国国家画院院委、中国国家画院油画院委员等职务。他是第九届全国美展总评委、水彩水粉画展区评委会主任。1988年，获中华人民共和国人事部评为国家级有突出贡献的优秀专家。曾获新疆维吾尔自治区第一届天山文艺贡献奖。1991年起享受国务院的政府特殊津贴。

## 作品
哈孜·艾买提的主要作品有：《罪恶的审判》（1964年，中国美术馆收藏，1982年在法国巴黎春季沙龙展出）、《麻合穆德·喀什噶里》（1981年，获全国少数民族美展一等奖，民族文化宫收藏）、《木卡姆》（1984年，获第六届全国美展银奖，中国美术馆收藏，1987年在苏联莫斯科展出）、《地毯·维吾尔人》（1988年，参加第一届全国油画展，赴日本参加中国当代油画展，日本作家协会收藏）、《乐迷》（1990年，获第一届全国油画精品大赛银奖，日本千代田俱乐部收藏）、《刀郎魂》（1999年，参加第九届全国美展）。
哈孜·艾买提在中国画人物画上也颇有造诣。国画《牛背刁羊图》（1999年）在天安门城楼陈列。还创作了《唱不尽的心声》、《葡萄架下》、《万方乐奏有于阗》、《麦西来甫》、《纳孜尔库姆》等中国画作品。对阿拉伯文及维吾尔文书法、壁画、装饰图案、维吾尔传统建筑也有研究。1992年任人民大会堂新疆厅装饰总设计，为该厅设计并指导制作壁毯《天山颂》。1997年设计并指导制作的壁毯《天山欢歌》被新疆维吾尔自治区人民政府赠给香港特别行政区。曾到东德、保加利亚、独联体诸国以及德国、法国、意大利、英国、土耳其、伊朗等国交流。1994年在巴黎、安卡拉、伊斯坦布尔，1998年在伊朗德黑兰举办个人画展。2012年在中国美术馆举办《天山魂——哈孜·艾买提美术作品展》。
1986年，哈孜·艾买提受到国家领导人赛福鼎·艾则孜邀请，为赛福鼎·艾则孜刚完成的历史长篇小说《苏图克·布格拉汗》画插图。
出版《哈孜·艾买提画集》、《哈孜·艾买提西部风情画集》、《哈孜·艾买提油画作品选》及自传《我生涯中难忘的画像》等。